# Seznam osobností Horní Libchavy
Významné osobnosti Horní Libchavy, které se nějakým způsobem zapsaly do dějin obce, se objevují již na počátku 19. století. Rozsáhlé změny revolučních let 1848–1849 přinesly novou sociální vrstvu podnikatelů. Střední vrstvy tvořily v monarchii po celé 19. století významnou část společnosti. Právě z ní se modifikovala tehdejší inteligence (advokáti, lékaři, profesoři, novináři, umělci atd.) I když zanikla skupina patrimoniálních úředníků, státní správa nabízela vzdělaným mužům (od posledních desetiletích 19. století i ženám) široké uplatnění.

## Augustin Michael Hiebel
Augustin Michael Hiebel (* 3. října 1720, Oberliebich / Horní Libchava; † 5. září 1752, Osek), cisterciák, prof. teologické etiky (Theologische Ethik, též Moraltheologie), do cisterciáckého řádu vstoupil roku 1742 v Oseckém klášteře, primici slavil 5. října 1749.

## Franz a Josef Scheiner
Franciscus Antonius Scheiner (* 25. března 1780, Horní Libchava čp. 115), se narodil otci Johannu Georgovi Scheinerovi (Joannus Georgius Scheiner, * 5. října 1755, Horní Libchava - † 19. listopadu 1822, Horní Libchava čp. 122) a matce Marii Elisabeth, rozené Scheineriana († 11. srpna 1789, Horní Libchava čp. 115 ve věku 34 let). Po smrti první manželky Marie Elisabethy se otec 14. června 1790 na čp. 115 ve věku 35 let podruhé oženil s 22letou Theresou Brix (* 10. července 1768). Dne 11. května 1791 se manželům Scheinerovým na čp. 122 narodil syn Josef Anton Scheiner, nevlastní bratr F. A. Scheinera. Franz Scheiner patřil k prvním brazilským osadníkům na zač. 19. století a v Rio de Janeiru se usadil poté, co Jan VI. Portugalský, pozdější král Spojeného království Portugalska, Brazílie a Algarve, otevřel brazilské přístavy zahraničnímu obchodu (r. 1808). Po příjezdu Marie Leopoldiny Habsbursko-Lotrinské (r. 1817) patřil k jejím důvěrníkům. O synovi Josefu Scheinerovi, vojákovi c. k. pěšího pluku prince Neuß-Plauena (k. k. Prinz Neuß-Plauen Linien-Infanterie-Regiment) a účastníkovi bitvy u Lipska, neměl ještě v roce 1816 jeho otec Johann Georg Scheiner (sedlák z Horní Libchavy na čp. 122), žádné zprávy a snažil se jej proto vyhlásit úředně za mrtvého.
První informace o území Nového světa se dostávaly do zemí Koruny české především díky jezuitům, později skrze obchodní kontakty sklářských kompanií. V roce 1769 byla v účetní zprávě pěti společníků sklářské kompanie: Johann Gottfried Ostritz (Chomouty), Ludovit Gertner (Sloup), Johann Antoni Grosmann (Skalice), Athanasius Palme (Prysk), Johann George Hansel (Radvanec), vydané v Amsterdamu 15. prosince 1769, zmíněna mezi mnoha dalšími také sklářská kompanie Scheiner & Comp. Firma Hiecke, Rautenstrauch, Zincke & spol., v Hamburku zastupovaná firmou J. F. Scheinert & spol., otevřela v roce 1784 pobočku v peruánské Limě, v roce 1787 v Mexiku. Oficiální a přímé spojení navázala až po zrušení omezení, kdy byl ze Španělska povolen dovoz i do španělských kolonií. V roce 1815 požadovala firma Brittain u. Comp. z Rio de Janeira od společnosti různé hokynářské zboží, které bylo do Ria odesláno 2. ledna 1816. Pravděpodobně už 3. června 1816 se vydal Franz Scheiner (Franz Scheinert) na vlastní pěst na lodi „Christian” s jednou bednou skla do Ria. V letech 1817 až 1819 požadoval Franz Scheiner od firmy „Hiecke Rautenstrauch Zincke u. Komp.” 65 beden se sklem a 27 beden s hokynářským zbožím a v letech 1822 až 1823 dalších 31 beden se sklářským a 14 beden s hokynářským zbožím. Franz Scheiner se tehdy jako jediný český Němec obchodně spojil s Angličanem Georgem Brittainem a v květnu 1819 potvrdila Královská generální obchodní rada („La Real Junta General de Comercio”) založení obchodní firmy na dovoz a vývoz zboží „G. Brittain Scheiner & Company”, se sídlem na ulici „Rua do Sabão”, čp. 34.
V roce 1821 zakládal Franz Scheiner společně s kolegou Carlem Hindrichsem ze Solingenu spolek „Club Germania” (Sociedade Germania), ze začátku fungujícího jako lokál s německými a anglickými tiskovinami. Wenzel Philipp Leopold Baron von Mareschal (1785–1851), který od roku 1819 Rakouské císařství na brazilské půdě zastupoval, jej v roce 1828 jmenoval prvním generálním konzulem Rakouského císařství v Brazílii. Tento post měl zastávat až do roku 1843 (provizorně v roce 1828–1829, regulérně v letech 1829–1843). V roce 1828, kdy se pomalu stahoval z obchodního života, odešel spolu se svým bratrem Josefem na farmu do Cantagala. Josef Scheiner se věnoval pěstování a obchodu s kávou ("em 1828 com seu irmão Joseph para uma fazenda em Cantagalo"). Farmu v Cantagalu (comerciante em Cantagalo) převzal v další generaci Joseph Georg Friedrich Scheiner, jež se roku 1848 v Neufreiburgu (Nova Friburgo) oženil s Marthou Elisabeth Magdalenou (* 09.01.1827), dcerou luteránského pastora Friedricha Sauerbronna. Z manželství pošel syn Georg Joseph Scheiner (* 26. října 1848, Nova Friburgo).

## Karl Anton Junek
Dr. Karl Anton Junek (* 2. března 1807, Oberliebich / Horní Libchava; † 3. září 1887, Praha), dvorní rada, milovník umění a znalec hudby.

## Franz Rochelt
Ing. Franz Rochelt (* 4. června 1835, Oberliebich / Horní Libchava; † 23. ledna 1899, Leoben), syn mistra mlynářského na mlýně čp. 3 (tzv. Klinštejnský), vystudoval přípravný Pražský polytechnický institut, ve škol. roce 1856/57 studoval na Báňskou akademii v Příbrami (Kaiserlich-Königliche Montan-Lehranstalt) a obdržel důlní stipendium (Montan-Stipendium). V roce 1858 nastoupil u správy dolů v obci Windschacht / Štiavnické Bane u Banské Štiavnice, r. 1861 zastával post báňského praktikanta u firmy „Berg-Forst & Güter Dion” v Banské Štiavnici (Schemnitz), r. 1862 nastoupil tamtéž jako asistent na Báňské akademii (Berg- und Maschinenwesen, Markscheiderei und prakt. Geometrie), v letech 1864–68 byl zaměstnán u ministerstva financí ve Vídni (důlní oddělení), v letech 1868–72 pracoval jako důlní inženýr u tyrolské firmy „Tiroler Montanwerke GmbH” v Hall in Tirol, r. 1872 působil v Brixleggu a po celém Tyrolsku, r. 1873 obdržel profesorský post na Báňské akademii v Leobenu (Bergbau, Markscheidekde, und Aufbereitungslehre), v letech 1877-79 a 1889-91 v pozici rektora; r. 1890 obdržel titul vrchního důlního rady (Oberbergrat). Působil v mnoha spolcích pro důlní inženýrství (Der geognostisch-montanistische Verein für Steiermark, Schlagwetterkommission, Verein der Bohrtechniker, Berg- und Hüttenmännische Verein), za svou činnost byl mnohokrát oceněn, zasloužil se o rozvoj těžby uhlí v monarchii, napsal celou řadu vědeckých prací na téma důlní technologie.

## Eduard Herrmann
MUDr. Eduard Herrmann (* 1. února 1836, Oberliebich / Horní Libchava; † 1868), praktický lékař, vystudoval gymnázium na Malé Straně v Praze, lékařství na Pražské univerzitě, po promoci působil v letech 1862-68 v Jesenici a nakonec v Kolešovicích u Rakovníka.

## Raimund Grosspietsch
Dr. Raimund Grosspietsch (* 2. září 1837, Oberliebich / Horní Libchava; † ?), vojenský lékař, 5. pěší pluk, posádková vojenská nemocnice č. 3 v Badenu (Garnisons-Spitale Nr. 3 zu Baden bei Wien), 1870 reservní velitelství c. k. pěšího pluku č. 3, 1874 prapor pevnostního dělostřelectva č. 7 (Festungs-Artillerie-Bat. Nr. 7), 1896 penzionovaný v hodnosti c. k. vrchní štábní lékař I. třídy (Oberstabsarzt 1. Klasse).

## Emil Rochelt
Dr. Emil Rochelt (* 24. června 1847, Oberliebich / Horní Libchava; † 8. února 1918, Merano), syn mistra mlynáře (Klinštejnský mlýn čp. 3), doktor všeobecného lékařství, c. k. zdravotní rada a bavorský dvorní rada v Meranu, studoval na gymnáziu v České Lípě, následně na lékařské fakultě ve Vídni. Oženil se s dcerou českolipského obchodníka Schmidta. V květnu 1873 promoval a lékařskou dráhu započal jako aspirant na nově otevřené druhé Univerzitní oční klinice (Universitäts-Augenklinik im Allgemeinen Krankenhaus) ve Vídni u prof. Eduarda Jägra von Jaxtthal, později jako pomocný lékař prof. Alberta Mosetiga von Moorhof a na chirurgické klinice jako žák dvorního rady barona Johanna von Dumreicher. S chirurgem Eduardem Albertem odešel do Innsbrucku, kde mu po čtyři roky asistoval. Složil fysikátní zkoušky (Physikatsprüfung) a v roce 1871 se odstěhoval do Merana, kde začal působit jako lázeňský lékař.
V Meranu působil 15 let v lázeňském představenstvu, 10 let v městské radě, po založení c. k. Lékařské komory byl kolegy zvolen jejím členem, kde působil až do roku 1903, kdy byl vládou jmenován členem Zemské zdravotní rady pro Tyrolsko a Vorarlbersko. S oftalmologem vévodou Karlem Teodorem Bavorským provozoval na jeho privátní klinice chirurgickou praxi a společně si asistovali. Roku 1890 byl Rochelt jmenován bavorským dvorním radou a v roce 1900 obdržel rytířský kříž Řádu Františka Josefa.
Dr. E. Rochelt, Dr. všeobecného lékařství, asistent na chirurg. klinice a suplent u c. k. Univerzity, chirurg a odborný lékař pro chirurgická onemocnění, nemoci ucha, hrtanu a nosohltanu. (I Rennweg čp. 32), od 8 do 9 hodin a od 14 do 15 hodin.
Adressbuch des Kurortes Meran
B. Leipa 25. června 1917. Lázeňská rada Merana jmenovala svého dlouholetého člena a dvorního radu Dr. Emila Rochelta u příležitosti oslav jeho 70. narozenin za zvláštní zásluhy o rozkvět lázní svým čestným členem. Dr. Rochelt je německý Čech a pochází z Horní Libchavy.
Leitmeritzer Zeitung. 27. Juni 1917

## Johanna Leitenberger
Johanna Leitenberger (* 11. května 1848, Oberliebich / Horní Libchava), vdova po poštovním správci a spisovatelka ze Salcburku, své básně zveřejňovala např. v časopise „Böhmens deutsche Poesie und Kunst”. Její matkou byla pravděpodobně Johanna Leitenberger-Wols, narozená 31. ledna 1818 v Praze a pochovaná 5. ledna 1893 v Solnohradě, kde pracovala jako učitelka a přispívala do různých časopisů. Věnovala se otázce postavení ženy ve společnosti.

## Josef Münzberger
Josef Münzberger (* 11. května 1848, Oberliebich / Horní Libchava; † 1. ledna 1931, Böhmisch Leipa / Česká Lípa), vystudoval gymnázium v České Lípě, na Pražské univerzitě zeměpis a dějepis, v letech 1870–1915 profesor zeměpisu a dějepisu na reálném gymnáziu v České Lípě, školní rada v České Lípě.

## Otto Henke
Dr. Otto Henke (* 18. listopadu 1927, Oberliebich / Horní Libchava; † 17. ledna 1964, Dresden, DDR), 1949–1953 studium biologie na Friedrich-Schiller-Universität Jena, 10 let na Institutu fytopatologie v Naumburgu (Saale), člen Německé akademie zemědělských věd v Berlíně, fyziologické oddělení Institutu pro ovocnářství a okrasné rostliny Drážďany-Pillnitz / Abteilung Physiologie des Instituts für Obstbau und Zierpflanzenbau Dresden-Pillnitz

## Wolfgang Hackel
Wolfgang Hackel (* 27. listopadu 1942, Oberliebich / Horní Libchava), otec Emil Hackel (lékárník/Drogist), matka Berta, rozená Löbel, německý politolog a politik, ministr za CDU. Po odsunu do sovětské okupační zóny Německa žil v Aschersleben, kde v roce 1963 odmaturoval a po výstavbě berlínské zdi utekl do NSR. V roce 1969 ukončil studium na Svobodné univerzitě v Berlíně (Studium der Politischen Wissenschaften und der Volkswirtschaft an der Freien Universität Berlin) diplomem z politologie. V letech 1972–1973 absolvoval na univerzitě doplňující studium. Od roku 1966 byl členem CDU (Junge Union).

## Franz Brix
Franz Brix se narodil v Horní Libchavě, vyučil se sochařství ve Sloupu a na zač. 20. století se stal vyhledávaným sochařem ve Vídni.